# 10967 Billallen
10967 Billallen (4349 T-1) là một tiểu hành tinh vành đai chính. Nó được đặt theo tên nhà thiên văn học nghiệp dư William Allen.